# 楊瑛 (正統進士)
楊瑛（1409年—？），字德華，福建興化府莆田縣人，民籍。明朝政治人物。進士出身。

## 生平
福建鄉試第二十九名。正統四年（1439年）己未科會試第七十二名，殿試登進士第三甲第十七名。历官礼部主事、员外郎。

## 家族
曾祖父楊原吉。祖父楊孔殷，曾任本府醫學正科。父亲楊泰。